# Train-Train
«Train-Train» (トレイン トレイン Torein Torein?) fue el quinto sencillo profesional de la banda japonesa The Blue Hearts. Se había lanzado un sencillo como un grupo independiente, haciendo de este general del sexto sencillo.
El sencillo fue lanzado al mismo tiempo que el álbum Train-Train. Aunque la versión sencillo y la versión álbum de la canción fueron cortadas de la misma toma, la única versión no incluye el tren de sonidos o el arpa de blues y tambores que se tocan en el comienzo de la versión del álbum de la canción.
El B-side de Train-Train fue Mugon Denwa no Blues. Ambas canciones fueron escritas por Masatoshi Mashima, el guitarrista de la banda.
La canción fue usada como tema musical de High School no Haigaki, pt. 1.